# 機械智力玩具

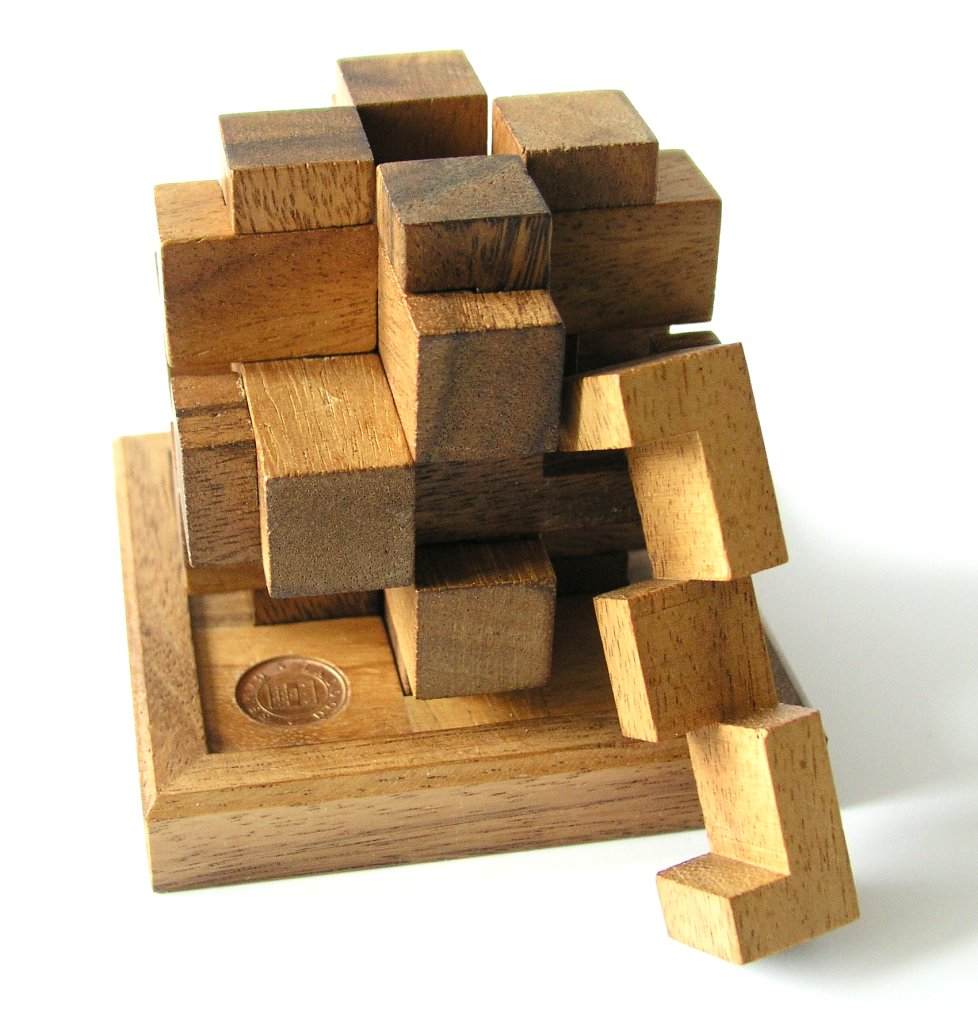
W. Altekruse設計的機械智力玩具，在1890年申請專利，其中有十二個完全相同的元件，需將這十二件組合回原狀

機械智力玩具（英語：Mechanical puzzle）也稱為實體智力玩具，是一種由一些互相連接或是可組合的元件所組成的智力玩具，其玩法是要移動、旋轉或是組合元件，達到最終的狀態。這類益智玩具早在公元前三世紀就已出現，現今最出名的是1974年由匈牙利建築師鲁比克·艾尔诺發明的魔方。機械智力玩具一般是設計給單人玩，其目的是讓玩家發現智力玩具中的規則，依規則將智力玩具調整正確的位置，而不是用尝试错误法，恰巧將智力玩具調整正確的位置。機械智力玩具也常用在智力測驗或是解决问题的訓練中。

## 歷史
目前已知年代最早的智力玩具是源自希臘的Ostomachion，在公元前三世紀就已出現。此智力玩具是由十四塊可以組合成正方形的板所組成，目的是要用這十四塊板產生不同的圖形，有相當的困難度。
伊朗的puzzle-locks早在西元十七世紀就已問世。
中國的七巧板大約在西元1800年左右開始流行，20年後流傳到歐洲及美國。德意志帝國鲁多尔施塔特的Richter公司約在1891年製作大量類似七巧版，有許多片可以組合的智力玩具，稱為Anker-puzzles。
1893年時，Angelo John Lewis用其筆名Professor Hoffman，寫了名為《Puzzles; Old and New》。其中包括了四十個有隱藏開啟機構的智力玩具。此書後來擴充為智力玩具的參考書，還有近代的版本。
智力玩具在二十世紀初開始大幅流行，也出現第一個智力玩具的專利。隨著聚合物的發明，許多智力玩具的生產變得簡單，價值也因此變得便宜。
美國歷史學家Jerry Slocum在1993年成立了Slocum Puzzle Foundation，是有關智力玩具推廣和教育的非營利組織，有進行智力玩具的收集、展覽、發表等。

## 種類

### 組合型智力玩具
這個分類中的智力玩具一開始是分開來的元件，目的是要組合成特定的外形。其中包含了皮亞特·海恩製作的索馬立方、所羅門·格倫布發明的五格骨牌拼圖、「Anker-puzzles」、七巧板與其他拼圖智力玩具，以及目的是將一些零件放入看似無法容納的箱子裡的玩具等。

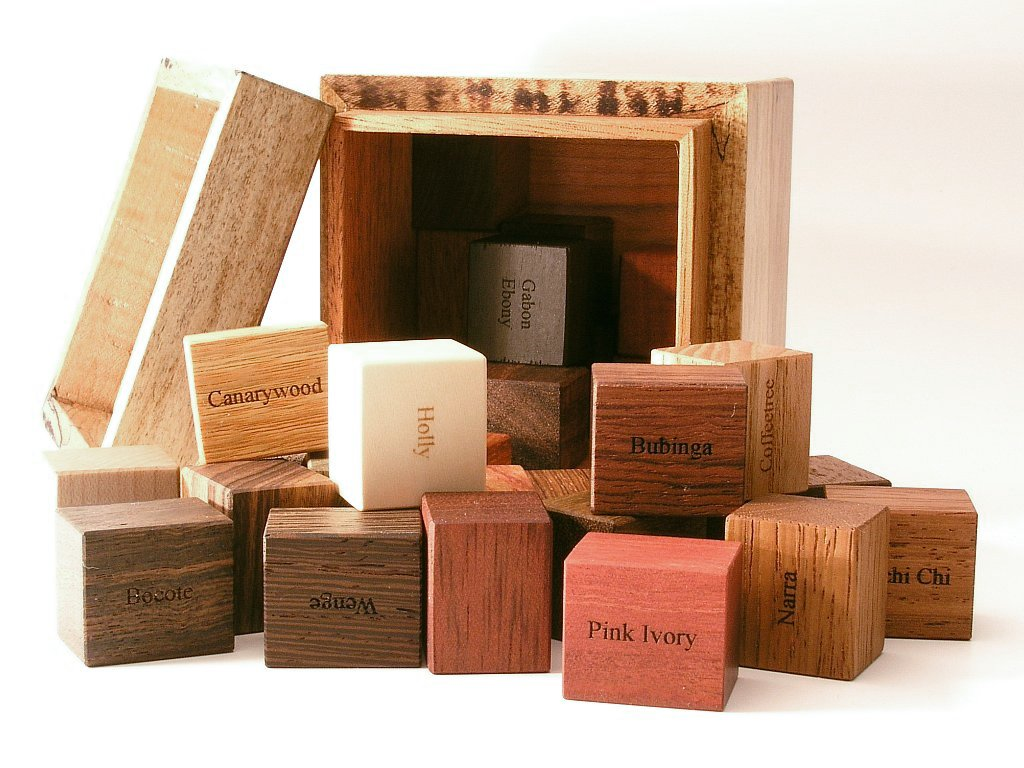
Hoffman包裝智力玩具

Hoffman包裝智力玩具就是這類智力玩具的例子，其目的是要將27塊長度為{\displaystyle A,B,C}的長方體放在長度為{\displaystyle A+B+C}的箱子裡，需符合以下的條件：
1. {\displaystyle A,B,C}均不相等
2. {\displaystyle A,B,C}中的最小值需大於{\displaystyle (A+B+C)/4}

其中一個可能組合是{\displaystyle A=18,B=20,C=22}，箱子大小是60×60×60。
現今的工具（例如雷射切割）可以製作複雜二維的木頭或是壓克力智力玩具。近來這也成為主流，也已有許多人設計的非凡裝飾性幾何形狀的拼圖。
電腦也可以用來製作新的智力玩具。電腦也可以用來針對問題的窮舉搜尋，可以設法設計智力玩具，使其有最少的解，或是有最多步數的解。因此會讓智力玩具的求解變得異常困難。

### 分解型智力玩具

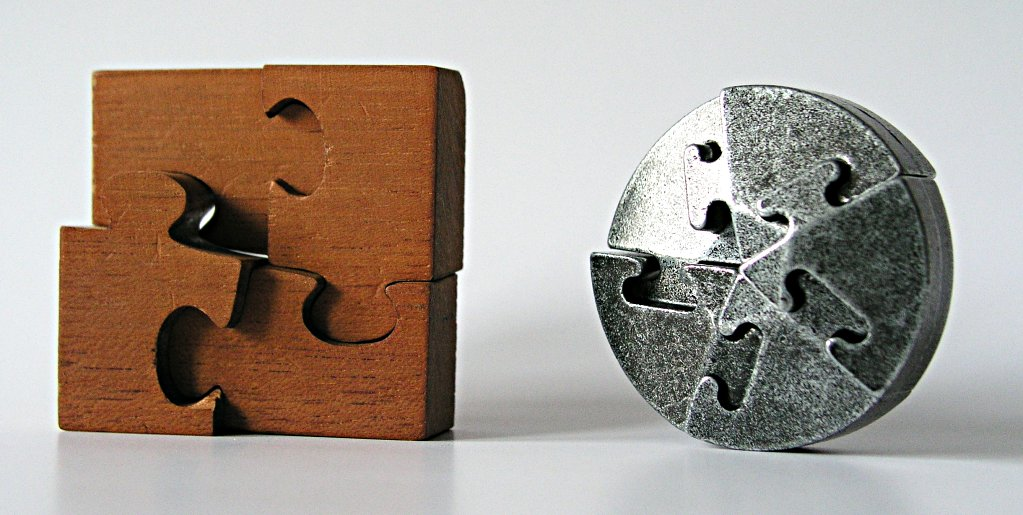
分解型智力玩具

這類的智力玩具的玩法是需將智力玩具打開或是分解為各元件。其中包括了有隱藏開啟機構，需用試誤法開啟的智力玩具。有一種智力玩具是以用特定方式組合的數個金屬元件，要設法將其打開，也是屬於這類的智力玩具。
圖中的二個智力玩具是社交聚會中好用的道具，看起來很容易打開，但其實很多人是無法解開的。問題主要是在互鎖件的形狀，配合的表面是有錐度的，因此只能以一個方向取出。但每一個元件都有二個傾斜方向相反的錐度，和相鄰件組合，因此不論以哪一個方向都無法移除該元件。
秘密盒是有隱藏開啟機構的盒子，在日本特別流行，也屬於分解型智力玩具。這類的盒子一般包括了多少有些複雜性，從外面無法看出的開啟機構，在開啟時會露出內部的一個小空間。開啟機構有很多種，包括幾乎看不到，需要移動的鑲板，傾斜機構、磁力鎖，需要將特定面朝上才能打開的移動插銷，甚至有些是計時鎖，需將盒子以一定角度維持一段時間，等液體充滿其中特定容器時才能打開。

### 互鎖型智力玩具

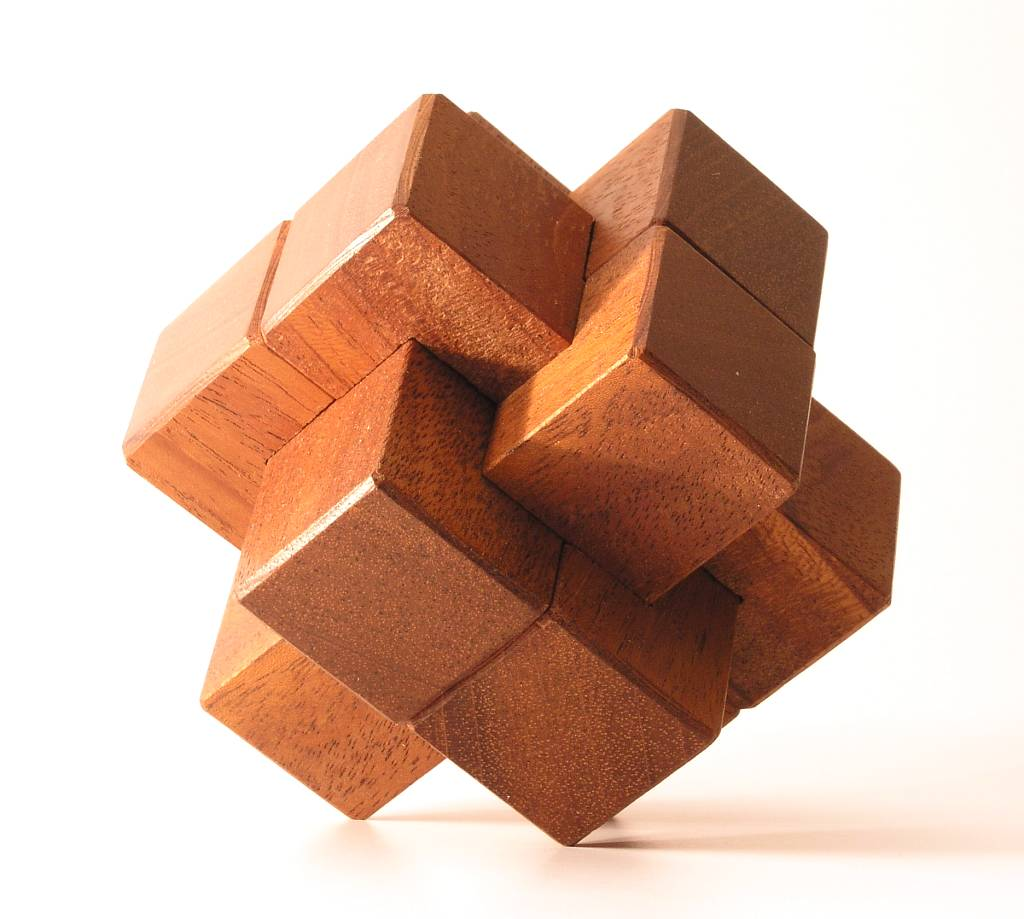
中國的魯班鎖。這個是由Bill Cutler設計，在取出第一個元件之前，需要有五次移動

互鎖型智力玩具是由一個或是多個元件固定住其他的元件，或是各零件彼此鎖合。遊戲的目標是要完全分解此智力玩具，再組合成原來的樣子。和組合型智力玩具不同的是，互鎖型不論是分解或是組合都可能很困難，通常無法直接輕易地將零件分開。其困難度一般會以在取出第一個元件之前需移動的次數來計算。近代的智力玩具還加入了可旋轉零件的機制。
這類智力玩具目前可以追溯到18世紀初。1803年時，Bastelmeier目錄中包括兩個這類的智力遊戲。Professor Hoffman的智力玩具書中也包括兩個互鎖型智力玩具。
日本人在19世紀初佔據了這類智力玩具的市場，他們開發了各種形狀（包括動物、房屋等）的智力遊戲，而西方的玩具還是以幾何圖案為主。

拆開的魯班鎖

靠著電腦的協助，目前已經可以分析一整組智力玩具。此作法源於Bill Cutler，分析了所有中國的魯班鎖。從1987年10月到1990年8月之間，用電腦分析了35,657,131,235種不同的變化。利用和中式智力玩具不同的形狀，其難度可以提昇到取出第一個元件前，要先進行將近100次的移動，這是人難以掌握的程度。分析過程中，最困難的點在於只要稍微增加元件數量，解開所需的步驟就會翻倍。一直到2003年Owen、Charnley和Strickland的設計計劃之後，電腦才可以有效分析元件沒有直角的智力玩具。
美國智力玩具設計師Stewart Coffin自1960年代起就以菱形十二面體為基礎設計智力玩具。其中用了有三個邊或是六個邊的長形元件。這類的智力玩具常常會有非常不規則的元件，到最後一步才組合成常見的形狀。而且，元件中60°的角讓多個元件可以同時移動。像是Rosebud智力玩具就是這類最好的例子。在此智力玩具中，六個元件需從各自的位置移到玩具的中心，在該位置上，這些元件只有尖角會互相接觸到。

### 解鎖型智力玩具

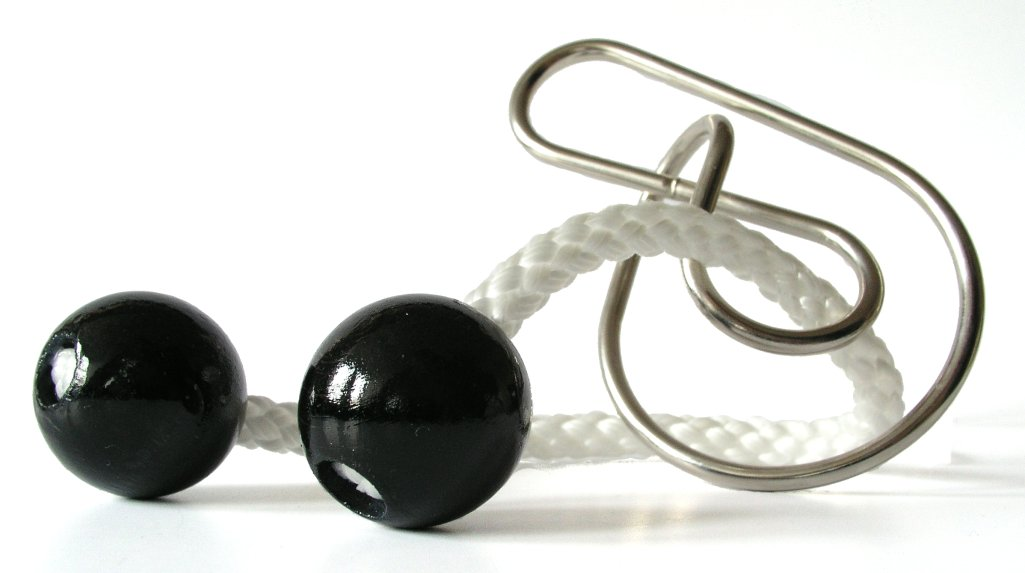
derringer puzzle，其目的是將與二球相連的繩子與金屬架分離

解鎖型智力玩具（disentanglement puzzle）的目的是將金屬或是繩環與另一個物體分離。圖中的智力玩具是derringer puzzle，看似簡單，其實相當有挑戰性，許多智力玩具網站評價為最難的智力玩具之一。
Vexier是另一類的解鎖型智力玩具，由二個或多個已互鎖在一起的金屬框架組成，目的則是要將框架分開。這類遊戲也是在19世紀末的智力玩具熱潮時開始傳播。目前看到的Vexier，大部份都起源於該時期。

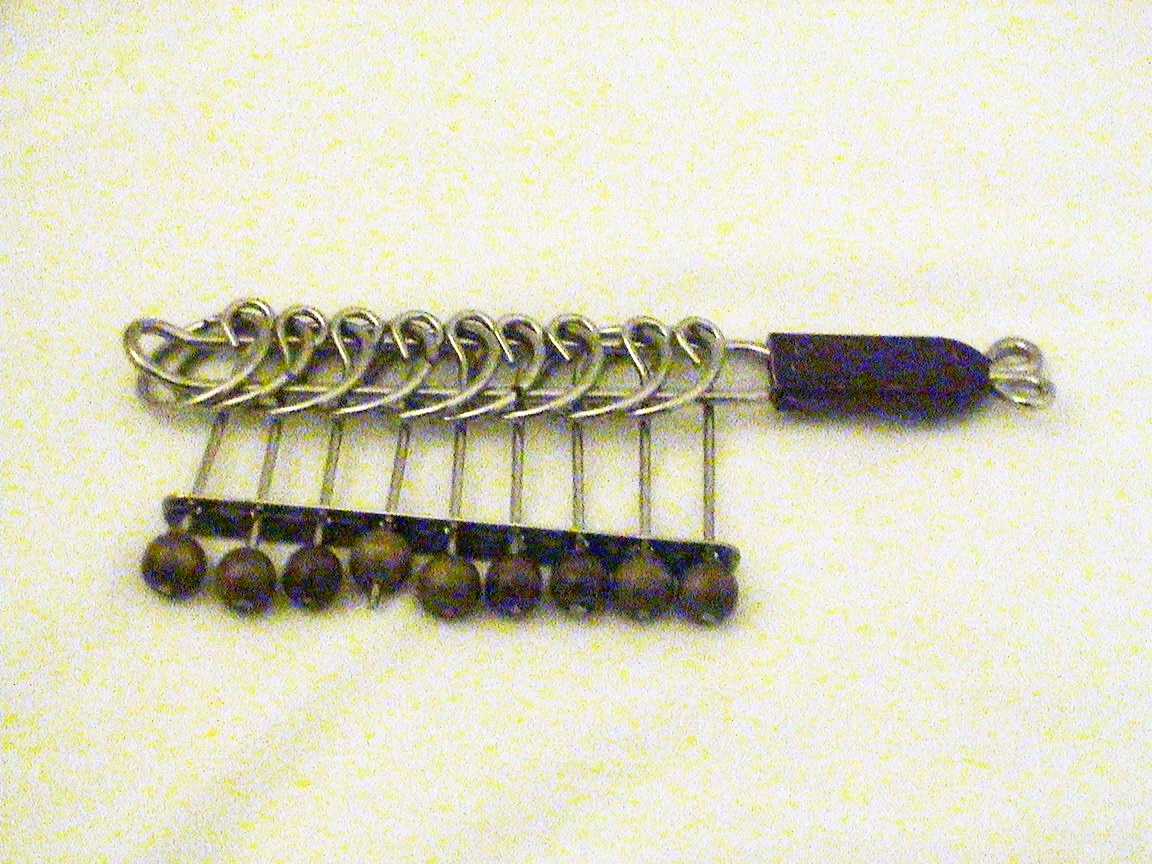
完整未解的九連環

九連環也是類似Vexier的遊戲。九連環的目的是要將一個U型長桿從九個鐵環和鐵桿中取出，也有鐵環個數較少的版本，解開這類遊戲需要的步數隨環的數量呈指數成長。其解法的數學結構和二進制葛雷碼的結構相同（葛雷碼相鄰二個數字之間只相差一個位元）。
九連環也稱為Chinese rings、Cardans' rings、Baguenaudier或Renaissance puzzle，是卢卡·帕西奥利的手抄本De Viribus Quantitatis中的問題107。吉罗拉莫·卡尔达诺在其1550年版的De subtililate中也有提到。
九連環也和中古時期的故事有關，在故事中，騎士會將九連環送給妻子當禮物，在騎士出征時妻子可以以此打發時間。由鋼製成的Tavern puzzles是用鍛造方式製成，是鐵匠學徒鍛煉其工藝的好機會。
物理學家尼尔斯·玻尔曾用名為Tangloids的解鎖型智力玩具，來和學生講解自旋的特性。

### 摺疊

摺疊型智力玩具，此為Vesa Timonen在2002所設計的遊戲

摺疊型智力玩具的目的是要摺疊有印刷的紙張，讓紙張上出現特定的圖案（例如讓4個數字彼此相鄰，形成較大的正方形）。
另一種摺疊型智力玩具是折疊內容說明書和地圖。雖然可以從折線上看出折疊方向，但要摺回原始的形狀可能會很困難。原因是其折疊方式是為了折紙機所設計，其最佳摺疊方式和一般人會想到的摺疊方式可能不同。

### 鎖
這類的智力玩具也稱為魔鎖（trick lock），是有特殊上鎖機構的鎖（多半是挂锁），目的就是要將鎖打開。就算有鎖匙，這類的鎖也無法用一般開鎖的方式打開。有些鎖要恢復到上鎖的狀態也相當困難。

### 魔瓶

一個平面的魔瓶

魔瓶（Trick vessels）智力玩具的目的是要在不浪費其中任何液體的條件下，將瓶中的液體倒出。Puzzle container是古代就有的魔瓶玩具。希臘人以及腓尼基人都有從下方開口中注入液體的容器。第九世紀時在土耳其的書上有提到許多這類的容器。十八世紀時中國也有製作這類容器。
七巧壶就是一種魔瓶，其容器頸部有許多的洞，可以從這些洞將液體注入容器中，但無法從這些洞將容器倒出。七巧壶中有一個管路，是透過握把一直到壶嘴，液體可以從此處流出容器。
Fuddling cup也是魔瓶的一種。

### 需靈巧操作的玩具

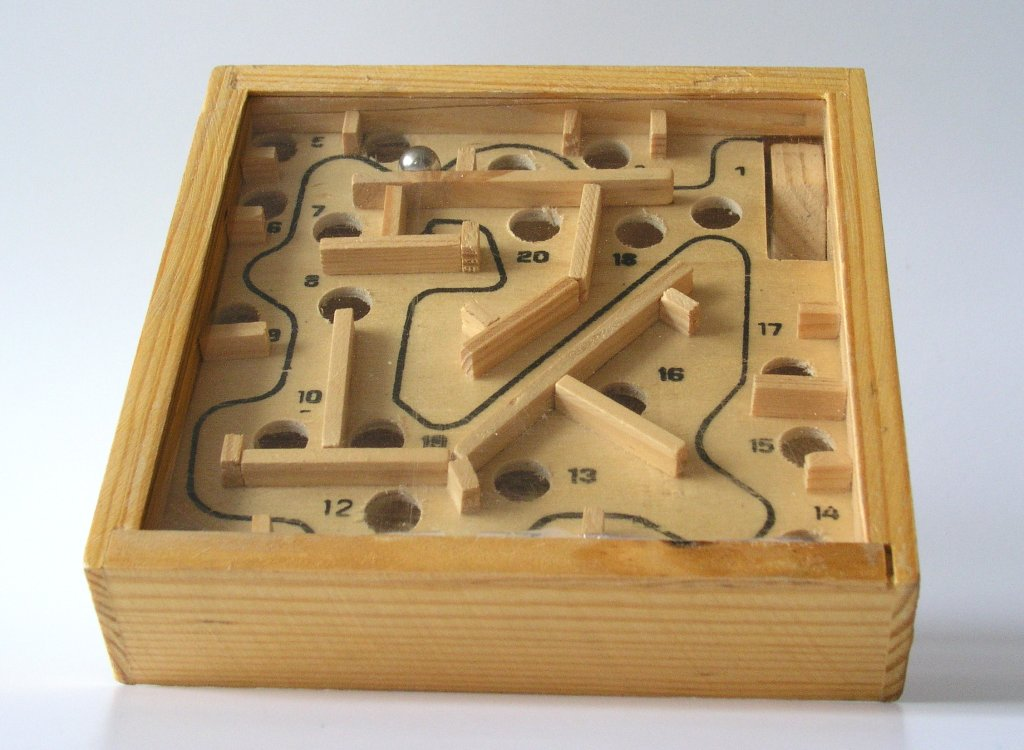
此玩具的玩法是讓木盒以特定方向傾斜的方式，將球沿著黑線到目的地，中途不可掉到洞裡

這類的玩具嚴格來說不算智力玩具，過程中需要的是靈巧、反應以及耐性。最常見的是要讓木盒以特定方向傾斜，使球可以滾到目的地，但中途不能掉到其他的洞裡。

### Combination puzzle

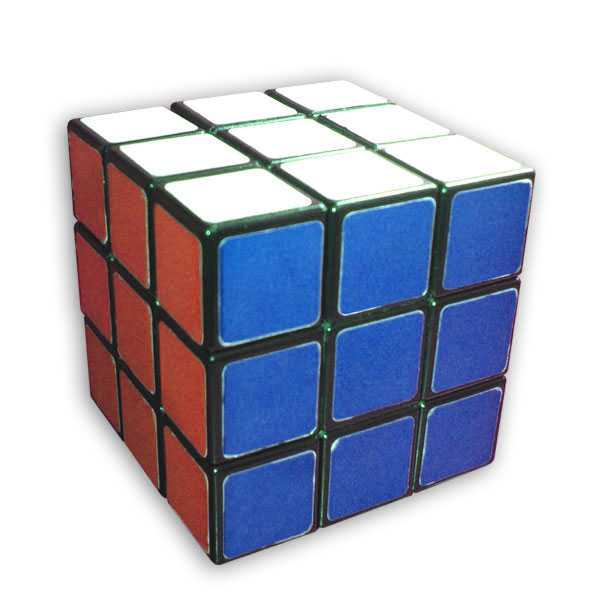
解好的三階魔方

這類智力玩具需要多次的操作（移動或是旋轉智力玩具），讓智力玩具達到要求的特定狀態。其中最著名的有魔方以及河內塔。
這類智力玩具也包括了滑塊類遊戲，需移動滑塊到正確的位置，其中著名的有數字推盤遊戲、華容道及塞車時間。倉庫番是類似概念的電子遊戲。
魔方造成這類遊戲的大爆發，也出現了許多的變體。包括不同階數的魔方，從二階魔術方塊到33階魔術方塊都有，也有其他的幾何圖案，例如正四面體及正十二面體。也有魔方是將原來立方體魔方的某一層移除，或是在轉動過程可能會是不規則中的形狀。
這類遊戲中有些比較簡單，可以用試誤法找到答案。有些（像三階魔方）比較困難，需要知道其原理，才能依原理求解。

## 其中著名的機械智力玩具
- 九連環，中國古代的機械智力玩具。
- Nintendo Tumbler Puzzle（英语：Nintendo Tumbler Puzzle）：任天堂出的機械智力玩具。
- Hedgehog in the Cage（英语：Hedgehog in the Cage）：捷克流行的機械智力玩具。

## 延伸閱讀
- Puzzles Old & New, by Professor Hoffmann, 1893
- Puzzles Old and New, by Jerry Slocum & Jack Botermans, 1986
- New Book of Puzzles, by Jerry Slocum & Jack Botermans, 1992
- Ingenious & Diabolical Puzzles, by Jerry Slocum & Jack Botermans, 1994
- The Tangram Book, by Jerry Slocum, 2003
- The 15 Puzzle, by Jerry Slocum & Dic Sonneveld, 2006